# ناهمسان
«ناهمسان» (به انگلیسی: Not Alike) ترانه‌ای از خواننده رپ آمریکایی، امینم است که. این ترانه از دهمین آلبوم استودیویی وی کامی‌کازه است که در سال ۲۰۱۸ منتشر شده‌است. امینم این ترانه را با همراهی رویس دا۹'۵ منتشر کرده‌است. این ترانه در کشورهای استرالیا، کانادا، نیوزیلند، سوئد و ایالات متحده به جمع ۴۰ ترانه برتر رسیده‌است.

## ترکیب‌بندی
بخش اول این ترانه به تهیه‌کنندگی تی کیث و بخش دوم آن به تهیه‌کنندگی رونی جی است. امینم در قسمتی از این ترانه به مسخره کردن میگوس می‌پردازد. همچنین وی در این ترانه به یک توئیت از مشین گان کلی که دختر امینم را جذاب خطاب کرده بود، پاسخ می‌دهد.

## واکنش‌ها
در ۳ سپتامبر ۲۰۱۸ مشین گان کلی در پاسخ به این ترانه، آهنگ رپ دویل را منتشر کرد. ترانه ناهمسان ۲۷۸ میلیون بازدید در یوتیوب داشته‌است.

## گواهی‌ها
- گواهی گلد استرالیا (انجمن صنعت ضبط استرالیا)[۷]
- گواهی سیلور بریتانیا (صنعت ضبط صدای بریتانیا)[۸]